# USS Iowa (BB-61)
O USS Iowa é um couraçado que foi operado pela Marinha dos Estados Unidos e a primeira  embarcação da Classe Iowa,  seguido pelo USS New Jersey, USS Missouri, USS Wisconsin, USS Illinois e USS Kentucky, porém estes dois últimos não foram finalizados. Sua construção começou em junho de 1940 no Estaleiro Naval de Nova Iorque e foi lançado ao mar em agosto de 1942, sendo comissionado na frota em fevereiro do ano seguinte. É armado com uma uma bateria principal composta por nove canhões de 406 milímetros montados em três torres de artilharia triplas, tinha um deslocamento de mais de 58 mil toneladas e conseguia alcançar uma velocidade máxima de 32 nós.
O Iowa entrou em serviço no meio da Segunda Guerra Mundial e transportou em novembro de 1943 o presidente Franklin D. Roosevelt para a Conferência de Teerã. Foi então transferido para a Guerra do Pacífico, participando das campanhas das Ilhas Gilbert e Marshall, Ilhas Marianas e Palau e Filipinas na escolta de porta-aviões e ações de bombardeios litorâneos. Após o fim da guerra continuou em serviço até ser descomissionado em março de 1949, porém voltou à ativa em agosto de 1951 para lutar na Guerra da Coreia nas mesmas funções de escolta e bombardeio litorâneo. Continuou servindo depois do fim da guerra em 1953 até ser descomissionado novamente em fevereiro de 1958.
O navio foi modernizado em 1982, sendo equipado com lançadores de mísseis de cruzeiro e mísseis antinavio e novos equipamentos eletrônicos. Foi recomissionado na frota em abril de 1984 e atuou pelos anos seguintes realizando exercícios e outras operações tanto no Oceano Atlântico quanto no Oceano Pacífico. O Iowa sofreu uma explosão em sua segunda torre de artilharia em abril de 1989 durante exercícios, matando 47 tripulantes. Ele foi descomissionado pela última vez em outubro de 1990 e deixado na Frota de Reserva até 2011, quando foi doado para uma organização de Los Angeles e transformado em um navio-museu. O couraçado foi aberto para visitação em julho 2012.

## Construção
O USS Iowa foi a primeira embarcação de sua classe de "couraçados rápidos" planejados em 1938 pelo Ramo Preliminar de Projetos no Escritório de Construção e Reparos. Ele foi lançado em 27 de agosto de 1942, tendo a presença da primeira-dama Eleanor Roosevelt e batizado por Ilo Wallace (esposa do vice-presidente Henry A. Wallace), sendo comissionado em 22 de fevereiro de 1943 com o capitão John L. McCrea no comando. O Iowa foi o primeiro navio de sua classe a ser comissionado pela Marinha dos Estados Unidos.
A bateria principal do Iowa era formada por nove canhões Mark 7 de 16" (406 mm) calibre 50, capazes de disparar projéteis de 1 200 kg a 37 km. Sua bateria secundária consistia em vinte canhões Mark 20 de 127 mm calibre 38 montados em dupla, que podiam atirar em alvos a 22 km de distância. Com o advento do poder aéreo e a necessidade de ganhar e manter a supremacia aérea, junto veio a necessidade de proteger a crescente frota de porta-aviões aliados; para isso o Iowa foi equipado com um conjunto de canhões antiaéreos Oerlikon 20 mm e Bofors 40 mm para defesa de ataques inimigos.

## Segunda Guerra Mundial

### Testes e serviço no Atlântico

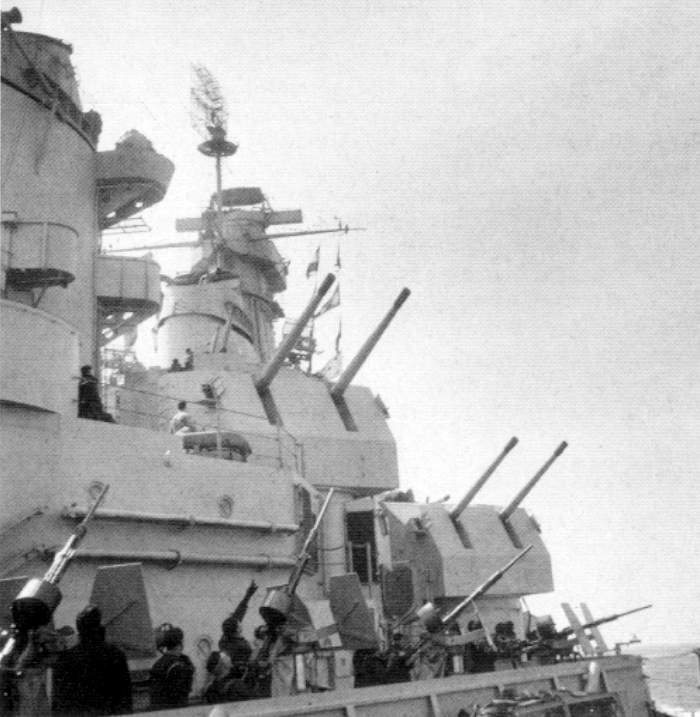
O Iowa testando sua bateria antiaérea em maio de 1943.

O Iowa foi colocado para testes na Baía de Chesapeake e ao longo da costa Atlântica em 14 de fevereiro de 1943. Ele foi enviado para Argentia, Terra Nova, Canadá, em 27 de agosto para conter a ameaça do couraçado alemão Tirpitz que alegadamente estava na Noruega, retornando para os Estados Unidos em 25 de outubro para duas semanas de manutenção no Norfolk Naval Shipyard.
Depois reabastecer e reunir sua escolta, o Iowa levou até Mers El Kébir, Argélia, o presidente Franklin D. Roosevelt, o secretário de estado Cordell Hull, o chefe de estado almirante William D. Leahy, chefe de estado do exército general George Marshall, chefe de operações navais almierante Ernest King, comandante das forças aéreas norte-americanas general Henry H. Arnold, conselheiro Harry Hopkins e outros militares, parte da jornada até a Conferência de Teerã. Entre as embarcações que escoltavam o Iowa estava o contratorpedeiro USS William D. Porter, que se envolveu em uma série de percalços, com o mais sério envolvendo um exercício de torpedo que deu errado e acabou enviando um torpedo de seu tubo na direção do couraçado. O Iowa virou bruscamente ao ser avisado para evitar o impacto e o torpedo acabou detonando na esteira do navio. A embarcação não foi danificada e acabou treinando suas armas principais no William D. Porter, temendo que o contratorpedeiro fizesse parte de alguma tentativa de assassinato do presidente.
O Iowa terminou sua missão de escolta presidencial em 16 de dezembro ao voltar para os Estados Unidos. Roosevelt discursou para a tripulação antes de ir embora e afirmou que "... de tudo que eu vi e ouvi, o Iowa é um 'navio feliz', e tendo servido na Marinha por muitos anos, eu sei – e vocês sabem – o que isso significa". Ele também comentou o progresso realizado na conferência antes de concluir o discurso com "... boa sorte, e lembrem-se que estou com vocês em espírito, todos e cada um de vocês".

### Serviço na Divisão 7

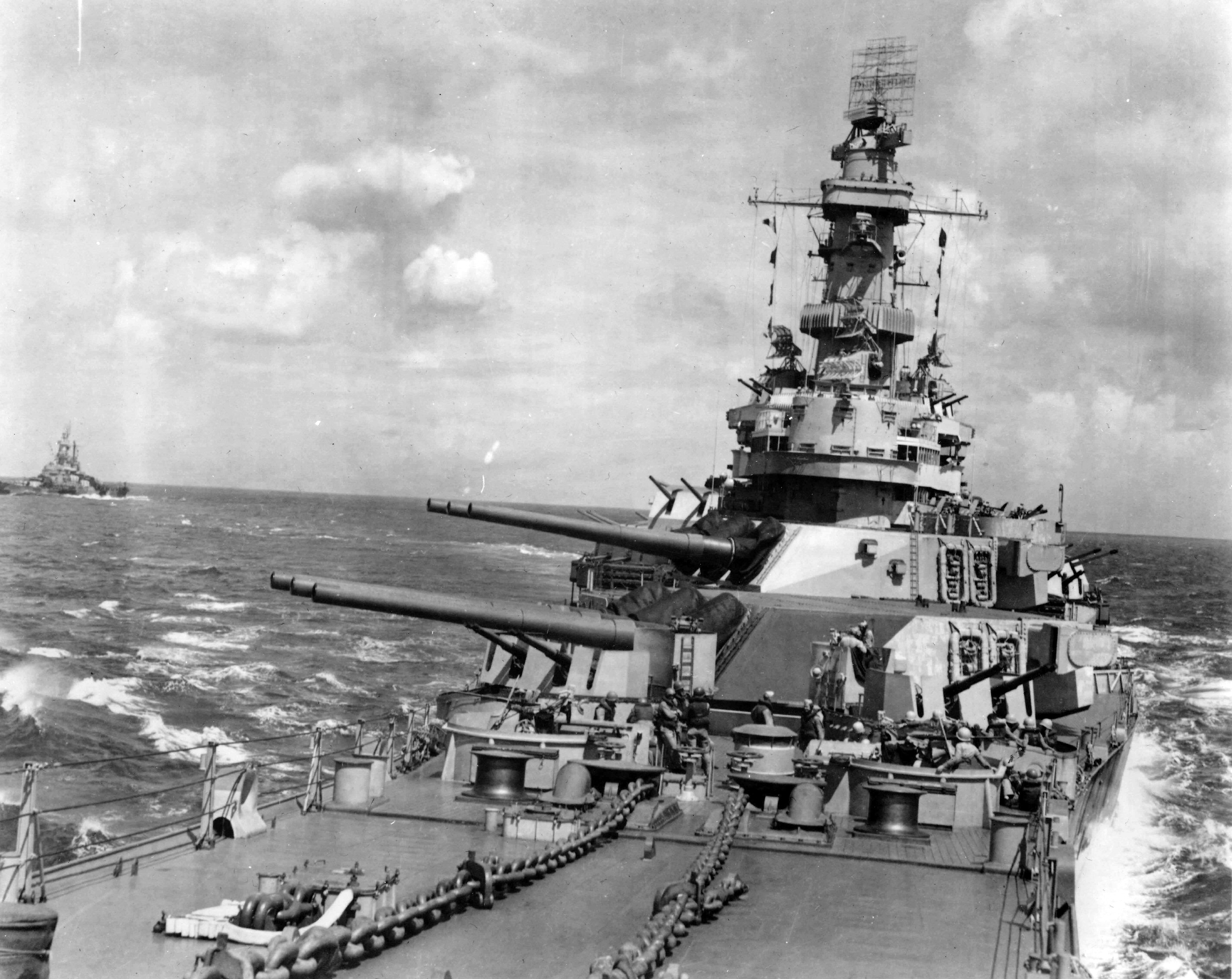
O Iowa no Pacífico; o USS Indiana pode ser visto ao fundo.

O Iowa partiu dos Estados Unidos em 2 de janeiro de 1944 para o Oceano Pacífico como a capitânia da Divisão de Couraçados 7, passando pelo Canal do Panamá no dia 7 para ter seu primeiro combate na campanha pelas Ilhas Marshall. Ele apoiou ataques de porta-aviões realizados pelo Grupo de Tarefas 38.3 do contra-almirante Frederick C. Sherman de 29 de janeiro a 3 de fevereiro contra os atóis de Kwajalein e Enewetak. Sua missão seguinte foi apoiar ataques aéreos contra a grande base naval japonesa em Chuuk, Ilhas Carolinas. O Iowa na companhia de outros navios foram separados do grupo de opoio no dia 16 de fevereiro para realizar uma varredura perto de Chuuk, com o objetivo de destruir navios inimigos que tentassem escapar para o norte. A embarcação acompanhou a Força Tarefa de Porta-Aviões (FT 58 ou FT 38, dependendo se estava fazendo parte da Quinta Frota ou da Terceira Frota) enquanto realizava os primeiros ataques contra Saipan, Tinian, Rota e Guam nas Ilhas Marianas. Durante essa ação o Iowa e ser irmão o USS New Jersey afundaram o cruzador rápido japonês Katori, que havia escapado de Chuuk um dia antes do ataque aéreo da Operação Hailstone.
O navio se juntou ao bombardeio do Atol Mili em 18 de março de 1944, hastiando a bandeira do vice-almirante Willis Lee. Apesar de ter sido atingido por dois projéteis japoneses de 120 mm, o Iowa praticamente não sofreu nenhum dano. Ele voltou em 30 de março para a FT 58 de Porta-Aviões e apoiou ataques aéreos contra Palau e Woleai por vários dias.
O couraçado apoiou de 22 a 28 de abril os ataques aéreos contra Hollandia, Aitape e Ilha Wake a fim de ajudar as forças do exército em Aitape e nas baías de Tanahmerah e Humboldt na Nova Guiné. Ele se juntou ao segundo ataque da Força Tarefa contra Chuuk nos dias 29 e 30, e bombardeou em 1 de maio instalações japonesas em Ponape.

O Iowa dispara seus canhões principais durante um exercício de tiro no Pacífico, c. 1944.

O Iowa protegeu em 12 de junho porta-aviões durante as primeiras fases da Campanha nas Ilhas Mariana e Palau enquanto realizavam ataques aéreos nas ilhas Saipan, Tinian, Guam, Rota e Pagan. Nos dias 13 e 14 ele se separou para bombardear instalações inimigas em Saipan e Tinian, resultando na destruição de uma reserva de armamentos japonesa. A embarcação participou em 19 de junho de um confronto conhecido como a Batalha do Mar das Filipinas como parte de uma linha da FT 58 para repelir quatro grandes ataques aéreos lançados pela Frota Japonesa do Meio. A batalha terminou com a destruição quase completa das forças de porta-aviões japonesas, com o Iowa reivindicando a destruição de três aeronaves inimigas. O couraçado então se juntou a perseguição da frota que fugia, abatendo um torpedeiro e ajudando a derrubar outro.
O navio permaneceu nas Marianas durante julho apoiando ataques aéreos em Palau e desembarques em Guam. Depois de um mês de descanso, partiu para Eniwetok como parte da Terceira Frota e ajudou na Batalha de Peleliu em 17 de setembro. Ele protegeu porta-aviões durante ataques aéreos contra a Filipinas Central para neutralizar o poderio aéreo inimigo e permitir a invasão. O Iowa chegou em Okinawa em 10 de outubro para uma série de ataques aéreos contra Ryūkyū e Formosa. Em seguida apoiou em 18 de outubro ataques aéreos em Luzon e continuou na mesma função no desembarque em Leyte do general Douglas MacArthur no dia 20.
Em uma última tentativa a fim de parar a campanha norte-america para recapturar as Filipinas, a Marinha Imperial Japonesa contra-atacou com o Shō-Gō 1, um ataqueem três frontes para destruir as forças Aliadas no Golfo de Leyte. O plano envolvia o vice-almirante Jisaburō Ozawa utlizando os porta-aviões japoneses restantes para atrair os porta-aviões americanos da FT 38 para longe das praias filipinas, permitindo que os almirantes Takeo Kurita, Kiyohide Shima e Shōji Nishimura assumissem forças terrestres pelos estreitos de San Bernardino e Surigao onde atacariam as forças norte-americanas instaladas nas praias. O Iowa acompanhou a FT 38 durante os ataques contra a Força Japonesa Central sob o comando do almirante Kurita enquanto subia o Mar de Sibuyan até o Estreito de San Bernardino. Os relatos dos resultados desses ataques e a aparente retirada da Força Central, levaram o almirante William Halsey a acreditar que essa força havia sido neutralizada como um grupo efetivo; como resultado, o Iowa e a FT 38 foram atrás da Força Japonesa do Norte no Cabo Engaño. Em 25 de outubro, quando dos navios da Força do Norte estavam quase ao alcance das armas do Iowa, chegaram informações que a Força Central estava atacando um grupo de porta-aviões pequenos em Samar. Essa ameaça às forças norte-americanas nas praias forçaram a FT 38 de Porta-Aviões a voltar para proteger a escolpa vulnerável. Entretanto, a feroz resistência da Sétima Frota na Batalha de Samar fez com que os japoneses se retirassem e o Iowa não chegou a entrar em combate. O navio permaneceu em águas filipinas depois da Batalha de Leye protegendo porta-aviões durante ataques aéreos contra Luzon e Formosa. Ele partiu para a Costa Oeste em dezembro de 1944.

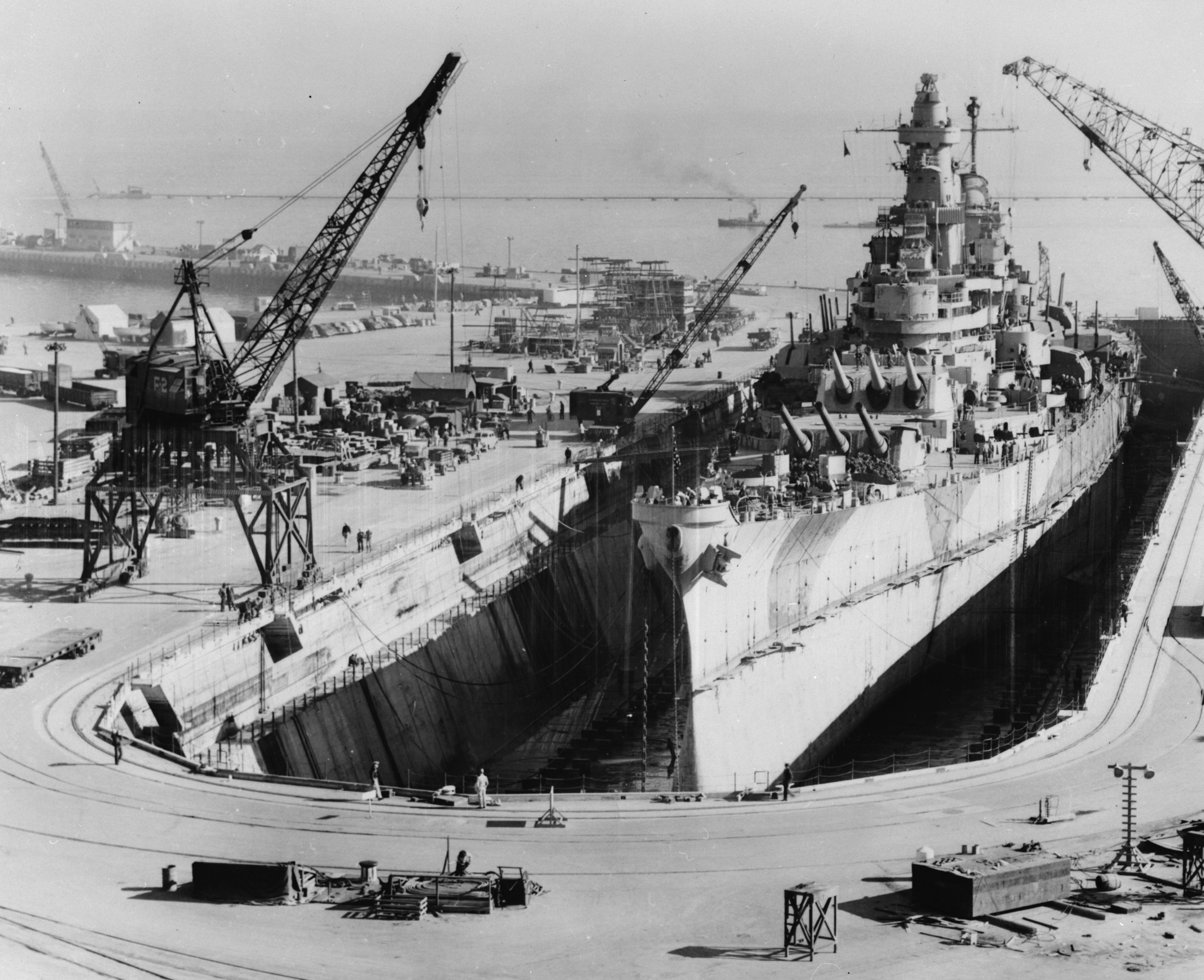
O Iowa em São Francisco para reparos e modernização depois do Tufão Cobra.

Os navios da FT 38 – sete porta-aviões, seis porta-aviões leves, oito couraçados, quinze cruzadores e aproximadamente cinquenta contratorpedeiros – encontraram-se inesperadamente lutando por suas vidas em 18 de dezembro quando o Tufão Cobra os atingiu enquanto tentavam reabastecer. Os navios estavam operando por volta de 480 m ao leste de Luzon no Mar das Filipinas. Os porta-aviões haviam completado três dias de bombardeios contra campos de pouso japoneses enquanto mantinham ocupadas aeronaves inimigas durante uma operação anfíbia contra Mindoro nas Filipinas. A força tarefa se encontrou em 17 de dezembro com o grupo de reabastecimento o capitão Jasper T. Acuff com o objetivo de reabastecer todos os navios e substituir os aviões perdidos. O tufão deu poucos indícios de sua aproximação, mesmo com o mar ficando cada vez mais agitado com o passar do dia. O pequeno mas violento tufão atingiu a força tarefa no dia 18 enquanto muitas embarcações reabasteciam. Vários navios foram pegos no centro da tempestade e atingidos por grandes ondas e ventos fortíssimos. Três contratorpedeiros – USS Hull, USS Monaghan e USS Spence – emborcaram com quase toda tripulação, enquanto um cruzador, cinco porta-aviões e três contratorpedeiros sofreram sérios danos. Por volta de 790 pessoas morreram e outras oitenta ficaram feridas. Incêndios ocorreram em três porta-aviões quando os aviões se soltaram dentro dos hangares, e 146 aeronaves caíram no mar ou foram danificadas por fogo e impacto além de reparos financeiramente viáveis. O Iowa não relatou marinheiros feridos, porém perdeu um de seus hidroaviões e teve um de seus eixos danificado. O eixo danificado forçou o navio a voltar para os Estados Unidos, chegando em São Francisco em 15 de janeiro de 1945. Ele teve a área de sua ponte fechada e recebeu novos radares e sistemas de controle de fogo.

### Bombardeio do Japão

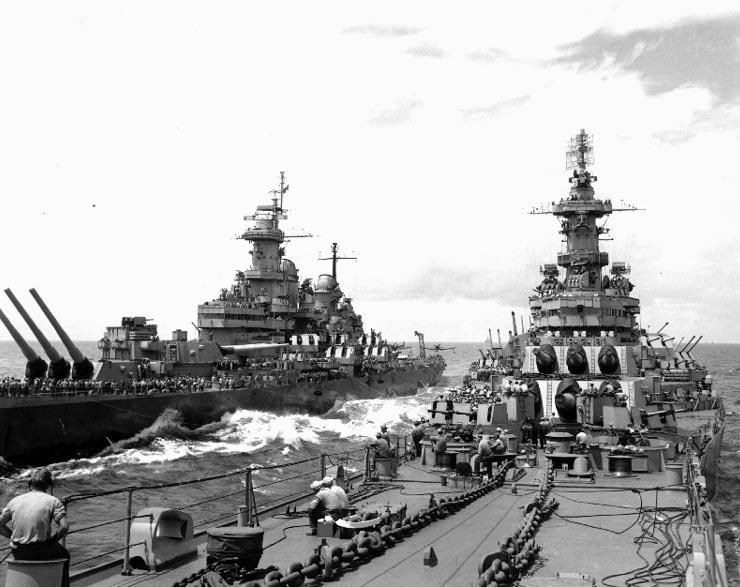
O USS Missouri (esquerda) transfere pessoal para o Iowa antes da cerimônia de rendição.

O Iowa viajou para Okinawa em 19 de março de 1945, chegando no dia 15 de abril para substiutir seu irmão New Jersey. A partir do dia 24 o navio apoiou operações de porta-aviões que tinham o objetivo de estabelecer superioridade aérea para as forças terrestres durante a batalha pela ilha. Ele então apoiou ataques aéreos no sul de Kyushu de 25 de maio a 13 de junho. Em seguida o Iowa foi para o norte em direção de Honshu e Hokkaido, participando de ataques aéreos nas ilhas japonesas entre 14 e 15 de julho ao bombardear Muroran, destruindo metalúrgicas e outros alvos. A cidade de Hitachi foi atacada a partir da noite do dia 17. O Iowa treinou suas armas em Kahoolawe nos dias 29 e 30 de julho e continuou a apoiar ataques de porta-aviões até o fim das hostilidades em 14 de agosto como resultado dos bombardeamentos de Hiroshima e Nagasaki.
O Iowa e seu irmão o USS Missouri entraram em 27 de agosto na Baía de Sagami para supervisionar a rendição do Arsenal Naval de Yokosuka. Duas dias depois foram para Baía de Tóquio. Vários marinheiros do Missouri foram temporariamente transferidos para o Iowa para a cerimônia de rendição que ocorreu abordo do Missouri. Depois de servir como capitânia do almirante Halsey na rendição em 2 de setembro, o navio permaneceu na baía como parte das forças de ocupação. Ele recebeu prisioneiros e soldados voltando para casa na Operação Magic Carpet, partindo para os Estados Unidos em 20 de de setembro.